# Леслі Комптон
Леслі Комптон (англ. Leslie Compton; 12 вересня 1912, Гендон — 27 грудня 1984, Лондон) — англійський футболіст, що грав на позиції захисника, півзахисника. Також гравець у крикет.
Виступав за клуб «Арсенал», а також національну збірну Англії.

## Ігрова кар'єра
У дорослому футболі дебютував виступами за команду клубу «Гемпстед».
У 1932 році перейшов до клубу «Арсенал», за який відіграв 20 сезонів. Завершив професійну кар'єру футболіста виступами за команду «Арсенал» Лондон у 1952 році.
Протягом 1938-1956 також професійно грав у крикет за клуб «Міддлсекс» з однойменного міста.
Помер 27 грудня 1984 року на 73-му році життя у Лондоні.

## Виступи за збірну
У 1950 році дебютував в офіційних матчах у складі національної збірної Англії, провыв того року у її складі дві гри. Дебютувавши у складі збірної у 38-річному віці, лишається найстаршим дебютантом збірної за всю історію англійського футболу.

## Титули і досягнення
- Чемпіон Англії (1):

«Арсенал»: 1947/48
- Володар Кубка Англії (1):

«Арсенал»:  1949/50
- Володар Суперкубка Англії (2):

«Арсенал»:  1938, 1948